# Royal Gibraltar Police

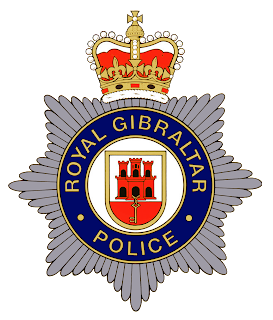
Royal Gibraltar Police emblem.

Royal Gibraltar Police (RGP) är polismyndigheten i brittiska Gibraltar.  

## Historia
Polismyndigheten inrättades 25 juni 1830 och hade fram till 1997 ett nära samarbete med Royal Hong Kong Police Force i Brittiska Hong Kong som fortfarande idag använder liknande uniformer, utrustning och grader.  